# Fred Klein
Friedrich Franz Albert Klein (Bandung, 8 de abril de 1898 - 24 de abril de 1990) foi um pintor holandês que passou grande parte de sua vida na França. 

## Biografia
Fred Klein nasceu em Bandung, Indonésia, ele era conhecido na Holanda pelo nome de Frits Klein e na França como Fred Klein.
Ele viveu e trabalhou na França no início de 1920. Seu estilo era um pouco semelhante ao impressionismo. Pintor figurativo de paisagens, expõe desde 1930. Ele é conhecido por sua representação frequente de cavalos e cenas de praia de sonho. Os críticos holandeses admiraram seu trabalho, assim como os franceses, que muitas vezes o compararam a Odilon Redon . “[Klein] parte de um sonho de cores a partir do qual o motivo gradualmente toma forma. No entanto, ele ainda volta à realidade com isso, embora uma realidade sonhada", concluiu uma revisão.
Em seu 80º aniversário, o Museu Van Gogh em Amsterdã realizou uma retrospectiva de sua obra. Nos últimos anos, houve um interesse renovado por suas pinturas, levando a uma alta nos preços.
Fred Klein casou-se primeiro com a pintora Marie Raymond, mãe do célebre pintor Yves Klein, e depois com a pintora Ursula Bardsley.